# Jerrold Zacharias
Jerrold Reinach Zacharias (* 23. Januar 1905 in Jacksonville (Florida); † 16. Juli 1986) war ein amerikanischer Atomphysiker und Institute Professor (eine Auszeichnung) am Massachusetts Institute of Technology.

## Leben
Zacharias studierte Physik als Undergraduate an der Columbia University und promovierte dort 1931. Er arbeitete sowohl am „Rad Lab“ des MIT und am Manhattan Project. Nach dem Krieg half er beim Aufbau der Physik-Fakultät des MIT und brachte Bruno Rossi und Victor Weisskopf ans MIT. Er entwickelte die erste praktische Version der Cäsium-Strahlenuhr, oft auch als Atomuhr  bezeichnet. 1956 entwickelt, wurde sie später zum international anerkannten Standard für die Zeitmessung.
1949 wurde Zacharias in die American Academy of Arts and Sciences gewählt, 1957 in die National Academy of Sciences. 1961 erhielt er die Oersted Medal.
Für die Regierung von Lyndon B. Johnson arbeitete Zacharias im Office of Science and Technology des Weißen Hauses. Er war auch als Bildungsreformer aktiv (Physical Science Study Committee – PSSC).
Zacharias starb 1986 im Alter von 81 Jahren. Er war mit der Wissenschaftlerin Leona Zacharias verheiratet, mit der er zwei Töchter bekam; Katie Hafner ist eine Enkelin.

## Mitgliedschaften
- National Academy of Sciences
- American Academy of Arts and Sciences
- American Physical Society
- American Association for the Advancement of Science[2]